# Håvard Klemetsen
Håvard Klemetsen (n. 5 ianuarie 1979, Comuna Kautokeino, Finnmark, Norvegia) este un sportiv ce a reprezentat Norvegia, medaliat olimpic. A participat la 2 ediții ale Jocurilor Olimpice (2006, 2014) în care a câștigat o medalie de aur.